# Manunema proboscidis
Manunema proboscidis is een rondwormensoort uit de familie van de Peresianidae. De wetenschappelijke naam van de soort is voor het eerst geldig gepubliceerd in 1957 door Gerlach.